# Sinosturio
Sinosturio es un género de peces acipenseriformes de la familia acipenseridae, se distribuyen en Asia y América del norte. Se consideraba un sinónimo del género Acipenser, pero fue restablecido en 2025 debido a que la clasificación antigua de Acipenser era un grupo polifilético, al igual que el género Huso.

## Taxonomía
Actualmente hay 7 especies en este género:
- Sinosturio dabryanus (esturión del Yangtsé)
- Sinosturio dauricus (esturión kaluga)
- Sinosturio medirostris (esturión verde)
- Sinosturio mikadoi (esturión de Sajalín)
- Sinosturio schrenckii (esturión japones)
- Sinosturio sinensis (esturión chino)
- Sinosturio transmontanus (esturión blanco)